# Aeschynomene pratensis
Aeschynomene pratensis är en ärtväxtart som beskrevs av John Kunkel Small. Aeschynomene pratensis ingår i släktet Aeschynomene och familjen ärtväxter.

## Underarter
Arten delas in i följande underarter:
- A. p. caribaea
- A. p. pratensis